# Wasyl Diduszok
Wasyl Diduszok, ukr. Василь Дідушок, ros. Василь Дидушек (ur. 27 sierpnia 1889 w Kniażem, zm. 3 listopada 1937 na uroczysku Sandarmoch w Karelii) – ukraiński prawnik, wojskowy Legionu Strzelców Siczowych podczas I wojny światowej, pułkownik armii Ukraińskiej Republiki Ludowej, żołnierz wywiadu wojskowego Armii Czerwonej (Razdwiedupra).
Ukończył wyższe studia prawnicze. Pracował jako prawnik. Po wybuchu I wojny światowej został zmobilizowany w armii austro-węgierskiej jako oficer rezerwy. Objął dowództwo sotni, a potem kurenia Legionu Strzelców Siczowych. W czasie bitwy pod Łysonią (1916) trafił do niewoli rosyjskiej. Po przewrocie bolszewickim 1917 przeszedł do służby wojskowej w nowo formowanej armii ukraińskiej. Był współorganizatorem kurenia Strzelców Siczowych w Kijowie. W marcu 1918 objął funkcję szefa sztabu Głównej Gubernialnej Komendantury Wojskowej Kijowszczyzny. W grudniu tego roku został awansowany do stopnia pułkownika. Był szefem sztabu komendantury Kijowa. Następnie został szefem sztabu Korpusu Strzelców Siczowych. Napisał publikację wojskową pt. „Наші цілі”. W 1920 został zwerbowany przez Razwiedupr. Wstąpił do Rosyjskiej Partii Komunistycznej (bolszewików). Skierowano go do prowadzenia nielegalnej działalności wywiadowczej do Polski, a następnie Rumunii, gdzie został aresztowany. Po procesie za szpiegostwo skazano go na karę 3 lat więzienia. Po wyjściu na wolność powrócił do Moskwy, skąd wysłano go do Mandżurii. Następnie działał w Finlandii. Od 1931 do maja 1932 był agentem w Niemczech i Austrii. Po wpadce wiedeńskiej siatki szpiegowskiej Razwiedupra odwołano go do ZSRR. 
W 1933 został aresztowany przez OGPU. 3 września 1933 skazany przez Kolegium OGPU na karę śmierci, zmienioną na 10 lat łagrów. Karę odbywał w Sołowieckim Obozie Specjalnego Przeznaczenia (SŁON) na Wyspach Sołowieckich (Sołowkach). W okresie wielkiego terroru 9 października 1937 „trójka specjalna” NKWD obwodu leningradzkiego RFSRR skazała jednym wyrokiem listę 1116 więźniów Sołowek na śmierć. Na liście znajdowało się nazwisko Diduszoka i jego dwóch braci – Petra i Wołodymyra. Zginął w masowej egzekucji wraz z innymi ukraińskimi twórcami i działaczami społecznymi (Mykołą Kuliszem, Ołeksą Slisarenką, Mykołą Zerowem, Myrosławem Irczanem, Pawło Fyłypowyczem, Wałerjanem Pidmohylnym, Wołodymyrem Czechiwskim, Łesiem Kurbasem i in.) 3 listopada 1937 na uroczysku Sandarmoch w Karelii.